# Megalieten bij Wéris

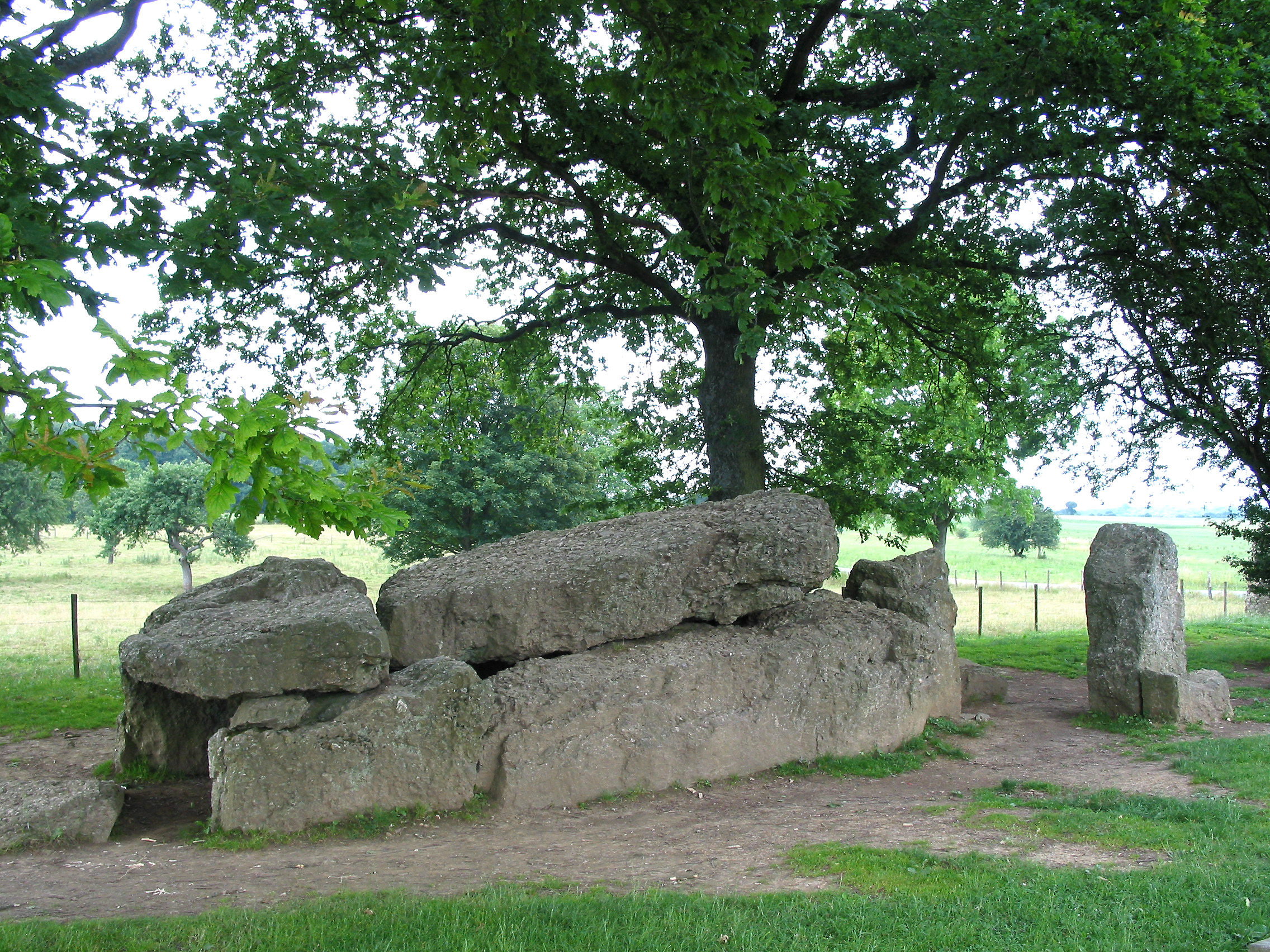
Dolmen van Wéris

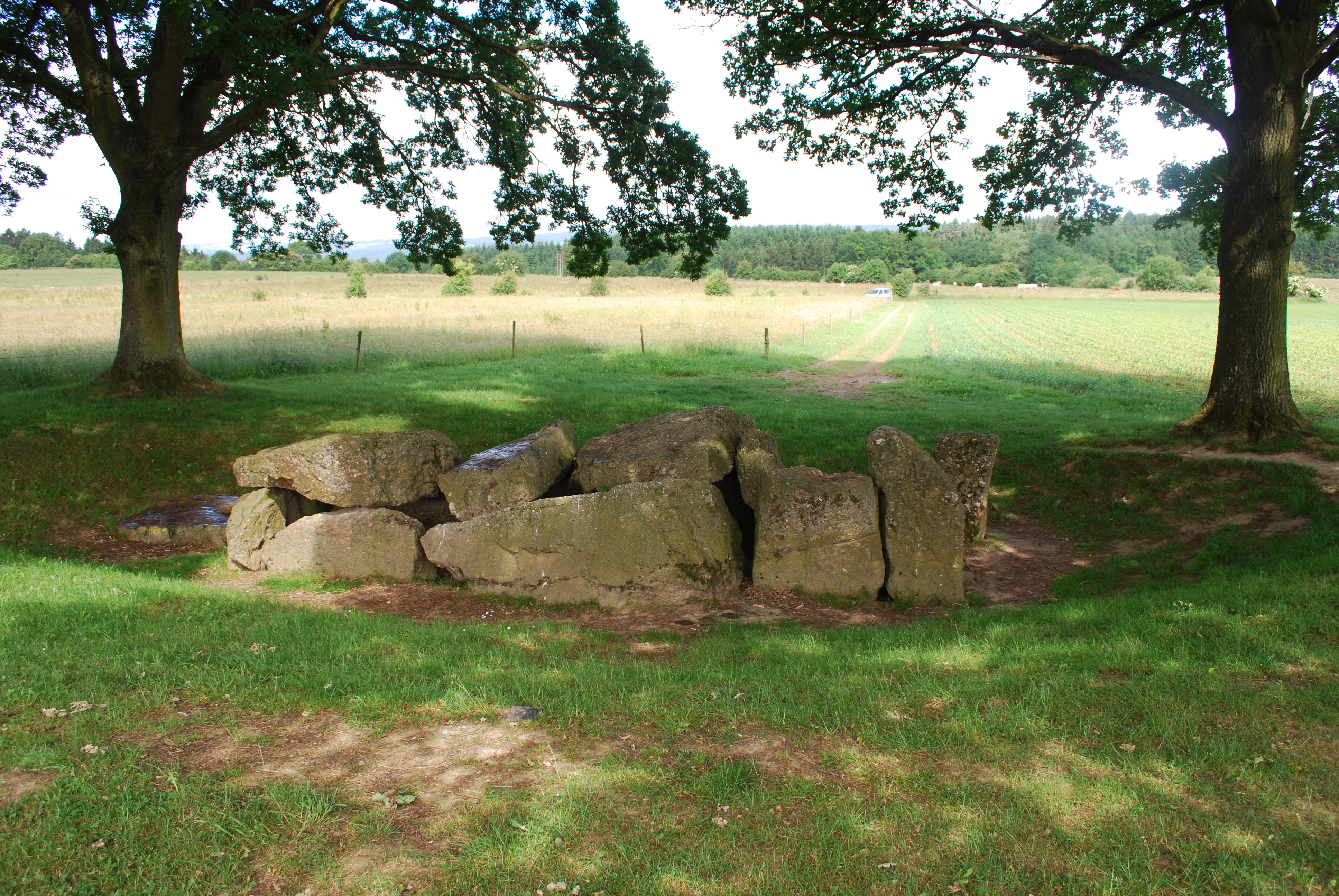
Dolmen van Oppagne

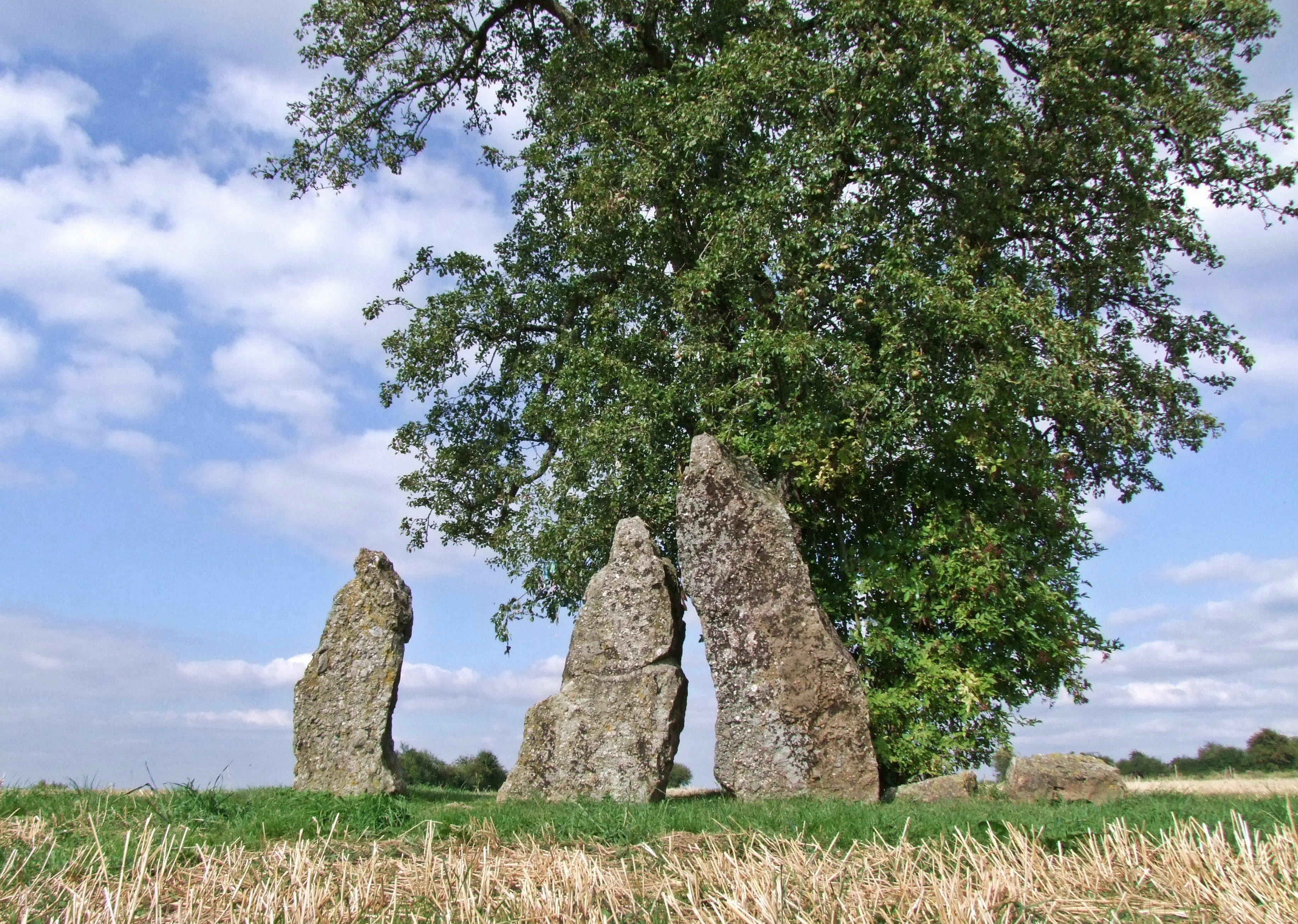
Menhirs van Oppagne

De megalieten bij Wéris zijn een groep van megalithische stenen die gelegen zijn in en rond de vallei waarin Wéris gelegen is, in de Belgische provincie Luxemburg. Ze liggen in het gebied tussen Izier in het noorden en Oppagne in het zuiden. Alle liggen ze in de gemeente Durbuy, verspreid nabij de plaatsen Ozo, Heyd, Morville, Wéris en Oppagne. De verschillende megalieten zouden verschillende alignmenten met elkaar vormen die evenwijdig aan elkaar gelegen zijn.
De twee dolmens bij Wéris (Dolmen van Wéris en Dolmen van Oppagne) zouden gebouwd zijn door de Seine-Oise-Marne-cultuur (SOM) in het laat-neolithicum. Gezien de gevonden beenderresten zouden ze zijn gebruikt als begraafplaatsen. De dolmens, de menhirs en sommige natuurlijke stenen rond Wéris zijn op lijnen geplaatst. Over de betekenis daarvan wordt druk gespeculeerd.

## Megalieten
In het gebied bevinden zich heden ten dage twee dolmens en zijn er daarnaast vijf plekken waar menhirs staan. De dolmens zouden gebouwd zijn door de Seine-Oise-Marne-cultuur (SOM) in het laat-neolithicum en zijn de:
- Dolmen van Wéris, het noordelijke dolmen
- Dolmen van Oppagne, het zuidelijke dolmen

Verschillen van de SOM-megalietgraven met die van de trechterbekercultuur (TRB) zijn:
- De SOM megalietgraven zijn over het algemeen veel kleiner dan de TRB-hunebedden
- De dolmens van Wéris zijn niet van zwerfstenen, maar van puddingsteen, een in de streek veelvoorkomend sedimentgesteente, een mengsel van kiezel en zandsteen. Deze blokken steen zijn tot 4 kilometer verplaatst.
- De dolmens hebben als toegang een in de korte zijde uitgehakte opening, het zogenaamde zielengat.

De vijf plekken met menhirs zijn van noord naar zuid:
- Menhir van Ozo, tussen Ozo en Izier
- Menhir van Heyd, bij Heyd en Tour
- Menhir van Morville, bij Morville
- Menhir Danthine, tussen de twee dolmens, onderdeel van "Champ de la Longue Pierre"
- Menhirs van Oppagne, bij Oppagne

Daarnaast staan er ook menhirs bij de beide dolmens.
In het verleden hebben er zeker nog een tiental megalithische monumenten meer gestaan, waaronder:
- Pierre Saint-Nicolas[4]
- bij Vezin[4]
- Le Thier de Sel[4]
- twee menhirs van het "Champ de la Longue Pierre" (tegenwoordig liggende bij de Dolmen van Wéris)[5]
- Pierre Bayard ("Steen van Bayard")

Nieuwe opgravingen brachten in 2019 zeven menhirs aan het licht. Ze waren in de 17e eeuw onder de grond gestopt en zijn in 2023 heropgericht.

## Legendestenen
Naast de megalithische dolmens en menhirs bevinden zich in het gebied ook een drietal legendestenen. Dit zijn zeer waarschijnlijk drie natuurlijke rotsblokken met een markante vorm die vaak gezien worden als zijnde onderdeel van het megalithische systeem van Wéris. Dit zijn van noord naar zuid:
- het Duivelsbed
- de Pierre Haina
- de Pas-Bayard

## Ouderdom
De Seine-Oise-Marne-cultuur kan (minimaal) ca. 2500 v.Chr. gesitueerd worden. Een tijdstabel stelt de SOM-cultuur op één lijn met de Trechterbekercultuur (3400-2900 v.Chr.), de Vlaardingencultuur (3500-2500 v.Chr.) en de Steingroep (zie boven, 2800 v.Chr.), alle in het laat-neolithicum.
- Beide dolmens bij Wéris vertonen de uiterlijke kenmerken van de SOM-cultuur
- Bij opgravingen in de dolmens zijn potscherven en stenen pijlpunten gevonden die typisch zijn voor de SOM-cultuur
- Met de C14-methode bleek dat de beenderresten zo'n 4500 tot 5000 jaar oud waren, dus uit 3000-2500 v.Chr dateerden. Men neemt aan dat er toen mensen begraven zijn.[9][10]
- Ook zijn er potscherven gevonden van de Klokbekercultuur die men heeft kunnen dateren tussen 2870 en 2300 v.Chr.

Hoogstwaarschijnlijk zijn deze monumenten vóór 2900 v.Chr. door mensen van de Seine-Oise-Marne-cultuur opgericht en door de Klokbekerbevolking hergebruikt.
Een datering van 2500 v.Chr. tot zelfs maximaal 3500 v.Chr. is dus mogelijk. De dolmens bij Wéris zouden dan 4500 tot maximaal 5500 jaar oud zijn, mogelijk even oud als de Nederlandse.